# Chrostkowo
Chrostkowo è un comune rurale polacco del distretto di Lipno, nel voivodato della Cuiavia-Pomerania.
Ricopre una superficie di 74,08 km² e nel 2004 contava 3 151 abitanti.